# Jakkanahalli, Hassan
Jakkanahalli là một làng thuộc tehsil Hassan, huyện Hassan, bang Karnataka, Ấn Độ.